# Sargus speciosus
Sargus speciosus är en tvåvingeart som beskrevs av Macquart 1846. Sargus speciosus ingår i släktet Sargus och familjen vapenflugor. Inga underarter finns listade i Catalogue of Life.